# Liste d'œuvres de René Magritte
Pour un article plus général, voir René Magritte.
Selon certains spécialistes, René Magritte a réalisé entre 1 500 et 2 000 peintures.

## Années 1910
- 1919 :
  - Nu, 40 × 29 cm[2]

## Années 1920
- 1921 :
  - Portrait de Pierre Broodcoorens, 59,5 × 37,5 cm[3]
- 1922 :
  - Le Modèle, 65 × 54 cm[4]
- 1923 :
  - Autoportrait cubiste, 44 × 36,5 cm[5]
  - Georgette au piano, 44 × 36,5 cm[6]
- 1924 :
  - L'Espion, collection particulière, Bruxelles
  - Marche des snobs, dessin, couverture de partition[7]
- 1925 :
  - La Baigneuse, 50 × 100 cm[8]
  - Cinéma bleu, 65 × 54 cm[7]
  - Les Deux Sœurs[9]
  - La Fenêtre, 65 × 50 cm[10]
- 1926 :
  - L'Arbre savant, 64,8 × 75 cm[11]

Kay Sage-Yves Tanguy,
- - Les Épaves de l'ombre, 120 × 80 cm, musée de Grenoble[14]
  - La Forêt, 100 × 72 cm[15]
  - Le Jockey perdu, collage, aquarelle, encre de Chine, crayon, 39,5 × 54 cm, collection particulière, New York[16],[17]
  - La Naissance de l'idole, 120 × 180 cm[18]
  - Primevère, lithographie, 125 × 86 cm[19]
  - Portrait de Georgette au bilboquet, huile sur toile
  - La Rencontre[9]
  - Le Seuil de la forêt, 74 × 64 cm[20]
  - Souvenir de voyage, 75 × 65 cm
  - La Traversée difficile, 80 × 65 cm[21]
- 1927 :
  - L'Assassin menacé, 150,4 × 195,2 cm, ancienne collection E. L. T. Mesens, New York, Museum of Modern Art (MoMA), fondation
  - Le Brise-lumière
  - Les Cicatrices de la mémoire[22]
  - Le Ciel meurtrier, musée national d'Art moderne, Paris
  - Découverte, 65 × 50 cm, Legs Scutenaire-Hamoir, Musées royaux des beaux-arts de Belgique, Bruxelles[23],[24]
  - Dialogue dénoué par le vent[25]
  - Le Double Secret, musée national d'Art moderne, Paris
  - L'Espoir rapide, Hamburger Kunsthalle, Hambourg
  - Les Figures de nuit
  - L'Homme du large, 139 × 105 cm, musée Magritte, Bruxelles[26],[27]
  - L'Invention de la vie, 80 × 116 cm[28]
  - Le Joueur secret, 152 × 195 cm[29]
  - Le Musée d'une nuit, 50 × 65 cm, collection particulière[30]
  - Le Plaisir (La jeune fille mangeant un oiseau), 73,5 × 97,5 cm[31]
  - Portrait de Nougé, Legs Scutenaire-Hamoir, Musées royaux des Beaux-Arts de Belgique, Bruxelles
  - Le Prince des objets
  - La Pose enchantée[9]
  - Le Sens de la nuit, 138,4 × 105,4 cm, Menil Collection, Houston[32]
  - Une panique au Moyen Âge, Legs Scutenaire-Hamoir, Musées royaux des Beaux-Arts de Belgique, Bruxelles
  - La Voleuse, Legs Scutenaire-Hamoir, Musées royaux des Beaux-Arts de Belgique, Bruxelles
  - La Pose enchantée, tableau découpé en quatre et réutilisé par l'artiste pour quatre nouveaux tableaux en 1935[33]
  - L'Usage de la parole, musée Magritte, Bruxelles
- 1928 :
  - Les Amants, 54,2 × 73 cm, MoMA, New York[34]
  - Les Amants II, National Gallery of Australia, Canberra 
  - Les Charmes du paysage, collection particulière
  - Le Faux Miroir, MOMA, New York
  - Les Fleurs de l'abîme I, collection particulière, New York
  - L'Idée fixe, 81 × 116 cm, Neue Nationalgalerie, Berlin
  - L'Histoire centrale, 117 × 80 cm[35]
  - L'Homme au journal, 116 × 81 cm, Tate Gallery, Londres[36]
  - Les Jours gigantesques, 116 × 80,8 cm, Kunstsammlung Nordrhein-Westfalen, Düsseldorf
  - La Lectrice soumise, 92 × 73,5 cm, Louvre Abou Dabi, Abou Dabi
  - Le Masque vide, musée national de Cardiff, Cardiff
  - Le Monde perdu, musée des Beaux-Arts de Winterthour, Winterthour
  - Le Palais des Rideaux, III. Collection particulière, Bougival
  - Personnage méditant sur la folie, Legs Scutenaire-Hamoir, Musées royaux des beaux-arts de Belgique, Bruxelles
  - Querelle des universaux, Musée national d'Art moderne, Paris
  - La Ruse symétrique, 54 × 73 cm, collection particulière, Rhode-Saint-Genèse, Belgique[37]
  - La Tentative de l'impossible, 116 × 81,1 cm, galerie Isy Bachot, Bruxelles[38]
  - La Voix des vents, 73 × 54 cm, collection particulière[39]
  - L'Éloge de l'espace, 81 × 116 cm, (daté 1927-1928)
- 1929 :
  - Le Sens propre, 73 × 54,5 cm, The Mesnil Collection, Houston[40]
  - Le Temps menaçant, Scottish National Gallery of Modern Art, Édimbourg
  - La Trahison des images (série avec L'Apparition à la Staatsgalerie de Stuttgart), collection particulière, New York
  - Au Seuil de la liberté, 114 × 146 cm, collection particulière[41]

## Années 1930
- 1930 :
  - L'Annonciation, 113,7 × 145,9 cm, Tate Gallery, Londres
  - L'Évidence éternelle, cinq panneaux huiles sur toile, dimensions totales 120 × 35 cm, Menil Collection, Houston[42]
  - Grelots roses, ciels en lambeaux, Musée Reina Sofía, Madrid
- 1931 :
  - La Voix des airs, Guggenheim Museum, New York
- 1932 :
  - La Réponse imprévue, 82 × 54,4 cm, musée Magritte, Bruxelles[43]
  - L'Univers démasqué, collection particulière, Bruxelles
- 1933 :
  - Les Affinités électives, 41 × 33 cm, collection particulière
  - La Condition humaine I, 100 × 80 cm, National Gallery of Art, Washington[44]
- 1934 :
  - L'Invention collective, 74 × 116 cm,  collection particulière[45]
  - Le Palais des rideaux, collection particulière, Bougival
  - Le Viol, 73,3 × 54,6 cm, Menil Collection, Houston
  - Le Viol, 25 × 18 cm, Galerie Isy Brachot, Bruxelles[46]
- 1935 :
  - La Clef des songes (daté 1930-1935)
  - La Condition humaine II, 100 × 81 cm, collection Simon Spierer, Genève[47]
  - La Découverte du feu, 34,6 × 41,6 cm, collection particulière[48]
  - La Magie noire, ancienne collection Madame René Magritte, Bruxelles
  - La Perspective amoureuse, dessin, 40,5 × 26, collection particulière[49]
  - La Perspective amoureuse, 116 × 81 cm, collection particulière[49]
  - Le Portrait, peint par-dessus le quart supérieur gauche de La Pose enchantée (fait découvert en 2013)[33]
  - Le Modèle rouge, peint par-dessus le quart inférieur gauche de La Pose enchantée[33]
  - La Condition humaine III, peint par-dessus le quart inférieur droit de La Pose enchantée (fait découvert en 2016)[33]

- 1936 :
  - La Clairvoyance
  - Dieu n'est pas un saint, (daté 1935-1936), legs Scutenaire-Hamoir, musées royaux des beaux-arts de Belgique, Bruxelles, peint par-dessus le quart supérieur droit de La Pose enchantée (fait découvert en 2017)[33]

- - La Lecture défendue, legs Scutenaire-Hamoir, musées royaux des beaux-arts de Belgique, Bruxelles
  - Portrait d'Irène Hamoir, legs Scutenaire-Hamoir, musées royaux des beaux-arts de Belgique, Bruxelles
  - La Clef des champs, 80 × 60 cm, collection Thyssen-Bornemisza, Lugano[50]
- 1937 :
  - Le Chant de l'orage, Scottish National Gallery of Modern Art, Édimbourg
  - Le Drapeau noir, 54 × 73 cm, Scottish National Gallery of Modern Art, Édimbourg[51]
  - La Durée poignardée, Art Institute of Chicago
  - En hommage à Mack Sennett, 73 × 54 cm[52]
  - La Jeunesse illustrée, 200,7 × 152,9 cm, Musée Boijmans Van Beuningen, Rotterdam
  - Les Liaisons dangereuses[53]
  - Le Modèle rouge, 183 × 136 cm, Musée Boijmans Van Beuningen, Rotterdam[54]
  - La Représentation, 49 × 45 cm, Scottish National Gallery of Modern Art, Édimbourg
  - La Reproduction interdite, collection particulière, Chichester, Sussex
  - Le Thérapeute, huile sur toile, 92x65, collection baron et baronne Urvater
- 1938 :
  - Bel Canto, legs Scutenaire-Hamoir, musées royaux des beaux-arts de Belgique, Bruxelles
  - L'Au-delà, collection particulière, Bruxelles
  - Le Domaine d'Arnheim, ancienne collection Madame René Magritte, Bruxelles
  - Les Marches de l'été, musée national d'Art moderne, Paris
  - La Mémoire, Menil Collection, Houston
  - La Durée poignardée, Art Institute of Chicago
- 1939 :
  - L'Échelle de feu, gouache, 27 × 34 cm, collection particulière[55]
  - La Maison de verre
  - Le Barbare, date probable, tableau détruit pendant la Seconde Guerre mondiale[56]
  - Le Palais des Souvenirs, 46,2 × 38,2 cm

## Années 1940
- 1940 :
  - Les Grandes Espérances, legs Scutenaire-Hamoir, musées royaux des beaux-arts de Belgique, Bruxelles
  - La Plaine de l'air, 73,7 × 100 cm, collection particulière[57]
- 1941 :
  - le Mal du pays
- 1942 :
  - L'Appel des cimes, 66 × 56 cm, collection particulière[50]
- 1943 :
  - La Gravitation universelle, collection particulière, Paris[58]
  - Le Premier jour, collection particulière, Bruxelles
  - Le Retour de flamme, 65 × 50 cm, collection particulière[59],[60]
- 1944 :
  - Les Heureux Présages, collection particulière, Bruxelles
- 1945 :
  - La Magie noire, 79 × 59 cm, musée Magritte, Bruxelles
  - Les Rencontres naturelles, 80 × 65 cm, Legs Scutenaire-Hamoir, Musées royaux des Beaux-Arts de Belgique, Bruxelles[61]
  - Le Viol, 65,3 × 50,4 cm, Musée national d'Art moderne, Paris.
- 1946 :
  - L'Intelligence, 54 × 65 cm, Legs Scutenaire-Hamoir, musées royaux des beaux-arts de Belgique, Bruxelles[62]
- 1947 :
  - Le Cicérone, 54 × 65 cm, collection particulière[63]
  - Le Contenu pictural, 73 × 50 cm, galerie Isy Brachot, Bruxelles[64]
  - L'Étoupillon, 72 × 50 cm, galerie Isy Brachot, Bruxelles[64]
  - La Grande Famille, 100 × 81 cm, collection Nellens, Knokke-le-Zoute[65]
  - Le Libérateur
  - Le Stropiat, 60 × 50 cm. Collection Christine et Isy Brachot, Bruxelles[66]
- 1948 :
  - Le Galet, 100 × 81 cm,  Musées royaux des Beaux-Arts de Belgique, Bruxelles[67]
  - La Mémoire, Fédération Wallonie-Bruxelles
  - Olympia, Musée René Magritte et Musée d'art abstrait
  - Le Stropiat, 59,5 × 49,5 cm, Musée national d'Art moderne, Paris.
  - Le Viol, gouache sur papier, 18 × 15 cm, collection particulière[46]

## Années 1950
- 1950 :
  - L'Art de la conversation IV, collection privée
  - Le Château hanté
  - L'Empire des lumières, II, MOMA, New York [68]
  - Perspective II, Le Balcon de Manet, Flemish art collection
  - Le Séducteur
- 1951 :
  - Perspective : Madame Récamier de David, National gallery of Canada, Ottawa
  - Le Sorcier (autoportrait), 34 × 45 cm, galerie Isy Bachot, Bruxelles[69]
- 1952 :
  - La Chambre d'écoute, Menil Collection, Houston
  - L'Explication, 46 × 34,5 cm, collection particulière[69]
  - Les Valeurs personnelles, musée d'Art moderne de San Francisco, San Francisco
- 1953 :
  - Golconde, 80 × 100 cm, The Mesnil Collection, Houston[30]
  - La Main heureuse
  - Le Bon Exemple, Musée national d'Art moderne
- 1954 :
  - L'Empire des lumières, musées royaux des beaux-arts de Belgique, Bruxelles[70]
  - L'Empire des lumières, Guggenheim Museum, New York[71],[72],[73]
  - Le Maître d'école, huile sur toile, 81 × 60 cm, Genève, collection particulière.[74]
  - La Robe de soirée, huile sur toile, 80 × 60 cm, Bruxelles, collection particulière[74]
- 1955 :
  - Les Promenades d'Euclide, 162,9 × 129,9 cm, Minneapolis Institute of Art, Minneapolis
  - Le Chef-d'œuvre ou les Mystères de l'horizon, collection particulière, New York
  - Souvenir de voyage, MOMA, New York
- 1956 :
  - Le Seize Septembre, 115 × 88 cm, musée royal des Beaux-Arts d'Anvers, Anvers
  - Une partie de plaisir
- 1957 :
  - Le Bouquet tout fait, Huile sur toile, 163,0 × 130,5 cm, musée des Beaux-Arts de Nakanoshima, Osaka[74]
- 1958 :
  - L'Ami intime, collection particulière
  - La Légende dorée
  - Les Vacances de Hegel, collection particulière
- 1959 :
  - Le Château des Pyrénées, collection particulière, New York
  - La Clef de verre, Menil Collection, Houston
  - Le Mois des vendanges, collection particulière, Paris

## Années 1960
- 1960 :
  - La Corde sensible, 115 × 146, huile sur toile.
  - La Malédiction, 33 × 41 cm, huile sur toile[75].
- 1961 :
  - Les Barricades mystérieuses, 80,7 × 128 cm[76]
  - L'Entrée en scène
- 1962 : 
  - Le Domaine d'Arnheim, 146 × 114 cm, musée Magritte, Bruxelles
  - L'Esprit d'aventure, huile sur toile, 55 × 46.cm, Bruxelles, collection particulière[74]
- 1963 :
  - La Grande Famille
  - La Grande Table, 65,4 × 54,3 cm[77]
  - La Lunette d'approche, 176,1 × 114,9 cm, Menil Collection, Houston
  - La Reconnaissance infinie, 81 × 100 cm[65]
- 1964 :
  - L'Ami de l'Ordre
  - Le Fils de l'homme, collection particulière, New York
  - La Grande Guerre
  - L'Homme au chapeau melon, 65 × 50 cm, collection particulière[40]
- 1965 :
  - La Cavalière[78]
  - Le Blanc-Seing, National Gallery of Art, Washington
- 1966 :
  - La Belle société (daté 1965-1966)
  - L'Heureux Donateur
  - L'Idée
  - Le Jeu de mourre[79]
  - Le Paysage de Baucis
  - La Philosophie dans le boudoir, gouache, 74 × 65 cm[80]
- 1967 :
  - Les Belles Relations, collection particulière, Bruxelles